# Kamień Krajeński
Kamień Krajeński (deutsch Kamin in Westpreußen, abgekürzt Kamin i. Wpr., früher Camin) ist eine Stadt im Powiat Sępoleński der polnischen Woiwodschaft Kujawien-Pommern. Sie ist Sitz der gleichnamigen Stadt-und-Land-Gemeinde mit etwas mehr als 7000 Einwohnern.

## Geographische Lage
Die Stadt liegt im Süden des ehemaligen Westpreußen, etwa 38 Kilometer nordöstlich von Złotów (Flatow), 18 Kilometer südlich von Chojnice (Konitz) und 55 Kilometer nordwestlich von Bydgoszcz (Bromberg). Im Nordosten wird die Stadt von dem Mochelsee begrenzt. Südlich befindet sich ein kleinerer See.

## Geschichte

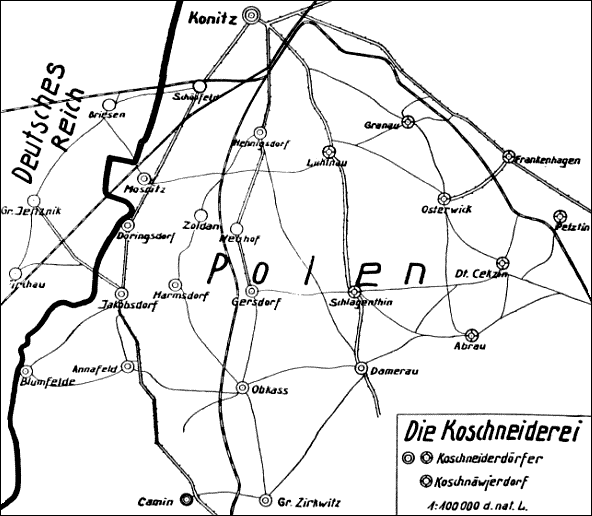
Kamin in Westpreußen (Camin) südlich der Stadt Konitz auf einer Landkarte der Koschneiderei von 1926 (Grenzziehung nach der Einrichtung des Polnischen Korridors 1920)

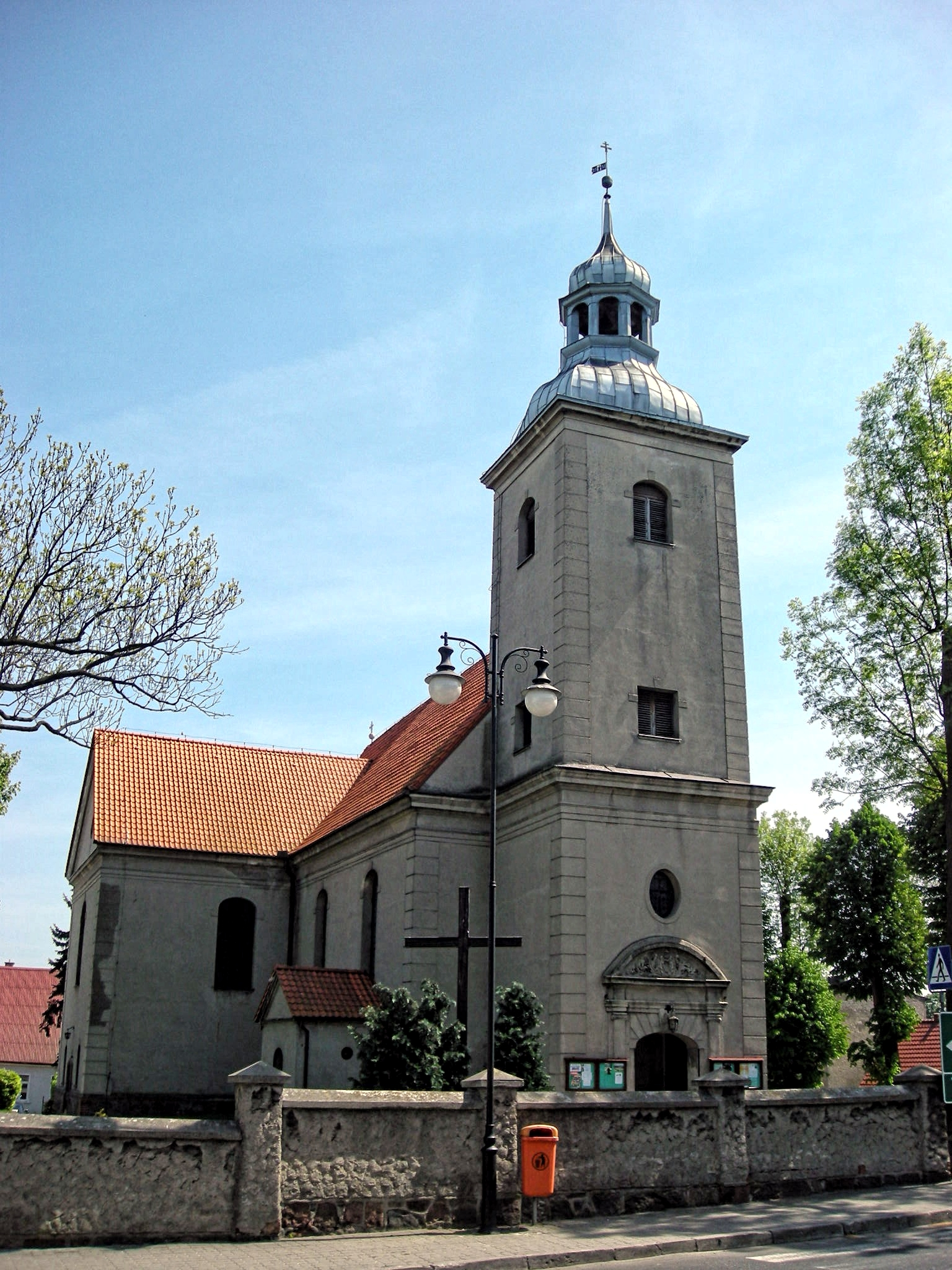
Kirche der Heiligen Petrus und Paulus

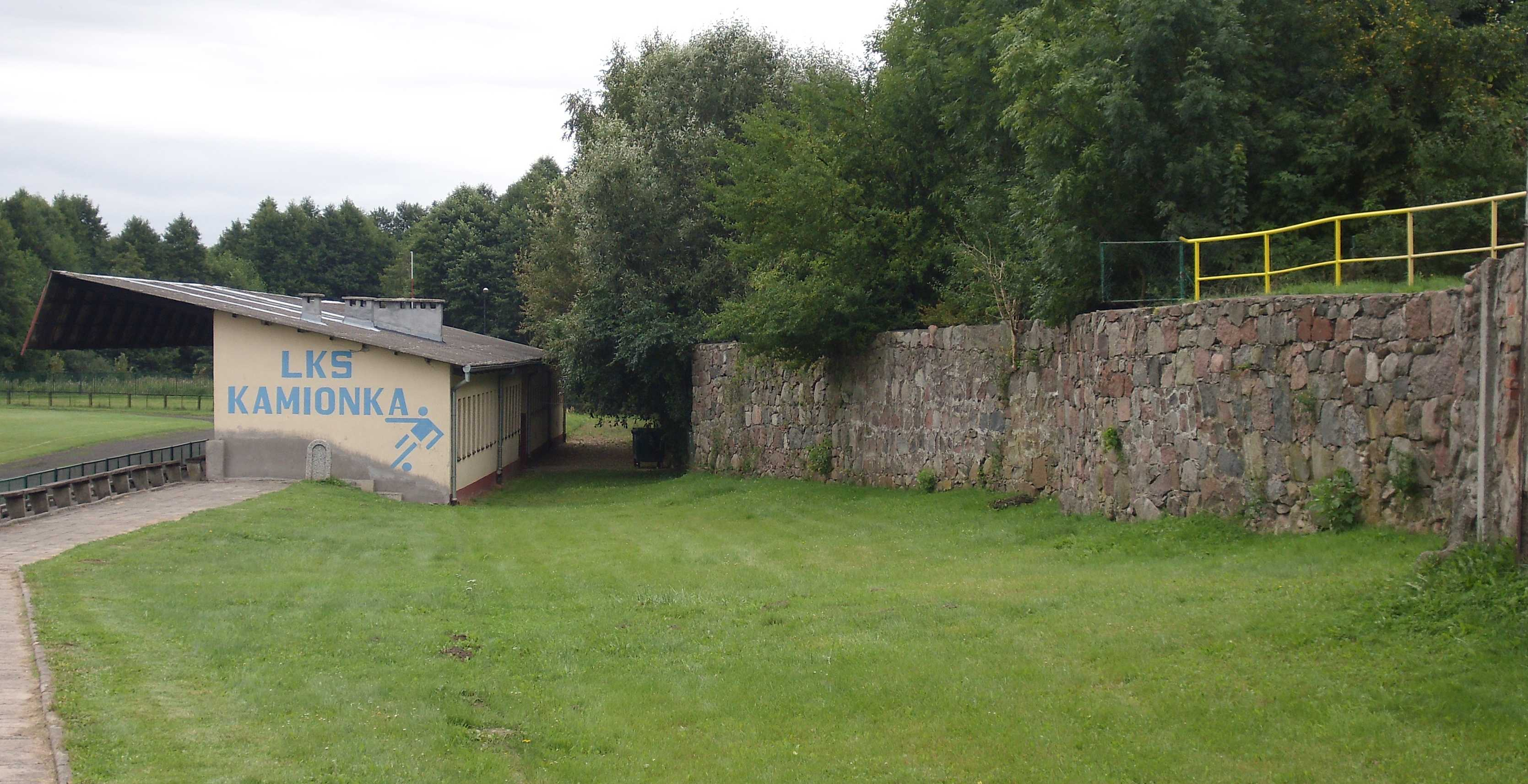
Erhaltener Teil der Stadtmauer vom Ende des 14. Jahrhunderts

Die erste urkundliche Erwähnung des Ortes stammt wahrscheinlich aus dem Jahr 1107. Ab dem 13. Jahrhundert gehörten die Ortschaft sowie die Umgebung zum Erzbistum Gnesen. Am 11. Juni 1359 wurde dem bis dahin Wawrzyszkowo (Wawrzyszkowice) genannten Dorf auf Initiative des Erzbischofs Jarosław Bogoria das Stadtrecht nach Magdeburger Recht verliehen. Kasimir der Große bestätigte das Recht am 25. Juni 1360. In der Urkunde wird der Ort als Kamień bezeichnet.
Zu der Ortschaft gehörte eine Fläche von 10 Hufen, etwa 168 Hektar. 1597 gehörten zur Ortschaft 41 Hufen, wovon vier dem Pfarrer gehörten. Nach der Erhebung zur Stadt wurde eine Burganlage mit Wehrtürmen errichtet, die bis 1721 Bestand hatten.
Im Zuge der ersten polnischen Teilung von 1772, mit der die Wiedervereinigung Preußens einherging, wurde Kamin  Teil des preußischen Netzedistrikts im Königreich Preußen. Im 19. Jahrhundert und im Ersten Quartal des 20. Jahrhunderts gehörte Kamin zum Landkreis Flatow der Provinz Westpreußen.
Nach dem Ersten Weltkrieg musste die Stadt aufgrund der Bestimmungen des Versailler Vertrags  zum Zweck  der Einrichtung des Polnischen Korridors  an Polen abgetreten werden. Im Jahr 1934 kündigte die polnische Staatsregierung den in Versailles am 28. Juni 1919 abgeschlossenen Minderheitenschutzvertrag zwischen den Alliierten und Assoziierten Hauptmächten und Polen einseitig auf.
Beim Überfall auf Polen im September 1939 wurde die Stadt von der deutschen Wehrmacht unter Einsatz von  Artillerie und Flugzeugen besetzt und kam völkerrechtswidrig zum Deutschen Reich. Die Stadt gehörte bis 1945 zum Kreis Strasburg in Westpreußen im Regierungsbezirk Marienwerder im  Reichsgau Danzig-Westpreußen des Deutschen Reichs.
Gegen Ende des Zweiten Weltkriegs besetzte im Frühjahr 1945 die Rote Armee die Region.

### Demographie
| Jahr | Einwohner | Anmerkungen |
| ---- | --------- | --- |
| 1783 | 0521      | meist Katholiken |
| 1802 | 0738      | [ 2 ] |
| 1805 | 0743      | davon 580 Christen und 163 Juden |
| 1810 | 0707      | [ 2 ] |
| 1816 | 0710      | davon 119 Evangelische, 477 Katholiken und 114 Juden                                                                                 |
| 1821 | 0768      | [ 2 ] |
| 1831 | 0756      | meist Katholiken, 25 % Juden |
| 1853 | 1048      | davon 190 Evangelische, 705 Katholiken und 153 Juden                                                                                 |
| 1864 | 1631      | Stadt, darunter 582 Evangelische und 943 Katholiken                                                                                  |
| 1900 | 1519      | [ 7 ] |
| 1910 | 1647      | am 1. Dezember, davon 494 Evangelische, 1101 Katholiken und zwanzig Juden; 287 Einwohner mit polnischer Muttersprache; 1312 Deutsche |
| 1921 | 1501      | [ 9 ] |
| 1943 | 1622      | [ 9 ] |

seit 1945
| Jahr | Anzahl | Anmerkungen             |
| ---- | ------ | ----------------------- |
| 2012 | 2361   | Stand vom 30. Juni 2012 |

### Name
Der Name des Ortes war ursprünglich Wawrzyszkowo bzw. Wawrzyszkowice. 1360 wird der Ort in der Urkunde Kasimir des Großen als Kamień bezeichnet. 1370 erfolgte die Schreibweise als Kamyn, 1374 und 1384 Camen.  Urkunden von  1381 bis 1385 sowie von 1596 bezeichnen den Ort abwechselnd als Camień, Camina und Camyn. Während der polnischen Teilung waren Cammin und Kamin die genutzten Bezeichnungen. Nach der Wiederentstehung des unabhängigen Polens wurde der Ort Kamień Pomorski und nach dem Ende des Zweiten Weltkrieges Kamień Krajeński genannt.

## Kultur und Sehenswürdigkeiten
- Die Kirche der Heiligen Petrus und Paulus
- Die alte Stadtmauer, errichtet nach 1395. 1997 bis 1998 wurde die Stadtmauer restauriert.

## Gemeinde
Zur Stadt-und-Land-Gemeinde (gmina miejsko-wiejska) mit einer Fläche von 163,2 km² gehören die Stadt und 13 Dörfer mit Schulzenämtern.

## Verkehr
Durch Kamień Krajeński verläuft von Nordwesten nach Südosten die Landesstraße 25 (droga krajowa 25).
Die Stadt hatte einen Bahnhof an der Bahnstrecke Oleśnica–Chojnice.
Der nächste internationale Flughafen ist der 60 Kilometer südöstlich gelegene Ignacy-Jan-Paderewski-Flughafen Bydgoszcz.

## Persönlichkeiten
- Udo Weichert (1886–?), deutscher Politiker